# Where Is My Mind?
«Where is my mind?» (с англ. — «Где мой разум?») — песня американской альтернативной рок-группы Pixies. Вошла седьмым треком на первом LP группы, Surfer Rosa (1988). Песня была написана фронтменом группы Блэком Фрэнсисом, когда он учился в Университете Массачусетса в Амхерсте, под впечатлением от дайвинга на Карибах; как он позже пояснил в интервью, при плавании какая-то маленькая рыбка начала преследовать его — «я не знаю почему, я не разбираюсь в рыбьем поведении». Песня стала особенно популярной после включения в финал фильма «Бойцовский клуб». Использование песни в фильме значительно подогрело интерес к музыке Pixies в целом. Только на платформе Spotify количество прослушивай трека превышает миллиард.
Песня основана на четырёх аккордах, которые повторяются на протяжении почти всей песни и сочетаются со своеобразной соло-партией Джоуи Сантьяго, также циклически повторяющейся, за исключением короткого соло после второго куплета. Кроме того, яркой чертой песни является «космический» бэк-вокал Ким Дил (он продолжает звучать в конце композиции после того, как все остальные инструменты замолкают); продюсер Стив Альбини записывал эту вокальную партию в ванной, чтобы добиться большего эффекта эха (согласно мужу Дил, Джону Мёрфи, «Альбини не нравился студийный звук»).
На песню как на часть саундтрека «Бойцовского клуба» был снят клип, в котором смонтирована сцена исполнения песни живьём самими Pixies и кадры из фильма. Тем не менее песня не была включена в официальный саундтрек к фильму, куда попали только написанные для него композиции The Dust Brothers. Также «Where Is My Mind?» звучала в эпизодах телешоу «4400» и «Вероника Марс», в кинофильмах «Господин Никто», «Рога», «Типа крутой охранник», в финальных титрах «Дженис и Джон», «Кто там» (англ. Knock Knock), в 11-м эпизоде второго сезона «Мыслить как преступник», в сериале Хранилище 13, где её исполняет Клаудия Донован (Эллисон Скальотти) в конце 6-й серии 3-го сезона, в мультфильме «Большое маленькое путешествие» (англ. The Inseparables), также эта композиция звучит в нескольких сериях 2-го сезона сериала «Оставленные» (англ. The Leftovers) и в сериале «Мистер робот». Также эта песня звучала в 5-й серии 1-го сезона сериала «Ладья» телеканала Starz.
Кавер-версии на песню были записаны Emil Bulls, Mister Hopkinson's Computer, Underwater, Nada Surf, Джеймс Блант, The Petebox, Sunday girl, The Toadies, Девушкин Сон, MULTIPASS, City Wolf, Yoav вместе с Эмили Браунинг для фильма «Запрещенный прием», а также однажды была исполнена Placebo с Фрэнком Блэком вживую. В 2007 году припев «Where Is My Mind?» заимствовала певица M.I.A. для своей песни «20 Dollar».